# 山东省战时工作委员会旧址
山东省战时工作推行委员会旧址，位于山东省临沂市沂南县青驼镇青驼东村，是中华人民共和国山东省文物保护单位之一。

## 简介
南北长13米，东西宽71米，占地面积1.5亩。日军大扫荡时青驼古寺被毁。1967年在旧址上修建了青驼医院。1977年12月23日，授予山东省文物保护单位。1990年，山东省政府设立“山东省战工会纪念馆”。
徐向前元帅题写“山东抗日民主政权创建纪念碑”。高8.5米。

## 历史
1940年7月至8月26日在此召开山东省第一届各界人民代表联合大会，出席代表共300余人。山东分局书记朱瑞作了《从国际到山东》的政治报告，李澄之作《宪政与民主》的报告，黎玉作《论山东目前投降与反投降的斗争》的报告。选举成立了黎玉等23人为委员的山东省战时工作推行委员会(简称省战工会)、81人组成的山东省临时参议会及工、农、青、妇、文化等各界抗日团体领导机构。 战工会设政治、军事、财政经济、教育、民众动员等5个组，黎玉为首席组长，李澄之为副首席组长，陈明为秘书长。
1941年4月山东分局决定：山东所有民政、财政、经济、地方性武装、国民教育、公安、司法等工作，统归战工会管辖；各主任公署及联合办事处、专员公署等，要向战工会作定期及经常的报告，并接收其领导，执行其一切决定。在分局的建议下，战工会各组改为各处，另设公安处和司法处，首席组长改称主任委员。战工会公推黎玉为主任委员，李澄之、陈明为副主任委员，陈明兼秘书长。
1943年8月至9月，山东省临时参议会一届二次大会在莒南县召开，决定山东省战时工作推行委员会改称山东省战时行政委员会（简称省战委会）。下辖清河、胶东两个行政主任公署和相当于行署的冀鲁边战时行政委员会、鲁中行政办事处和鲁南、滨海两个直属专署、11个专员公署、90个县政府。
1945年8月13日，山东省临时参议会、山东省战时行政委员会在莒南县大店镇（省政委会驻地）召开第二十次联席会议，决定将山东省战时行政委员会改为山东省政府，推选黎玉为山东省政府主席。驻莒南县大店镇。1945年9月，移驻临沂。决定在第二届省参议会召开之前，以原省战时行政委员会委员为省政府委员。省政府设秘书处、民政厅、财政厅、实业厅、教育厅、司法厅、公安总局、卫生总局。